# Sophia Kianni
Sophia Kianni (13 dicembre 2001) è un'attivista e imprenditrice statunitense di origini iraniane.
È la fondatrice e direttrice esecutiva di Climate Cardinals, un'organizzazione no-profit internazionale con 9000 volontari in oltre 40 paesi, e la più giovane persona che abbia mai ricoperto il ruolo di consigliere dell'Organizzazione delle Nazioni Unite.
Ha fatto parte o fa tuttora parte di consigli di amministrazione e consigli consultivi per The New York Times, il Forum economico mondiale, il Web Summit, l'Environmental Media Association, Aśoka, l'American Lung Association e la Born This Way Foundation di Lady Gaga.

## Biografia
Sophia Kianni è nata il 13 dicembre 2001. Vive con la famiglia a McLean, in Virginia.
Ha studiato alla Henry Wadsworth Longfellow Middle School, dove ha partecipato e vinto alle Olimpiadi della scienza dello stato, e alla Thomas Jefferson High School for Science and Technology, dove è stata semifinalista del National Merit Scholarship Program. Dopo essersi diplomata al liceo nel 2020, ha frequentato l'Università dell'Indiana, trasferendosi successivamente all'Università di Stanford nel 2021, dove si sta specializzando in Scienza, Tecnologia e Società e studia scienze del clima e politiche sanitarie.
In questi anni ha ricevuto ampia attenzione da parte dei media come esempio di un'adolescente che reagisce alle misure di distanziamento sociale legate alla pandemia di COVID-19.

### Attivismo
Ha iniziato ad interessarsi all'attivismo climatico già durante le scuole medie. Successivamente si è unita al gruppo di Greta Thunberg, Fridays for Future, assentandosi da scuola per sostenere le iniziative sul cambiamento climatico. Ha anche contribuito a organizzare lo sciopero climatico Fridays for Future del 2019, di cui nello stesso anno diviene stratega nazionale, e coordinatrice dei partenariati nazionali per Zero Hour.

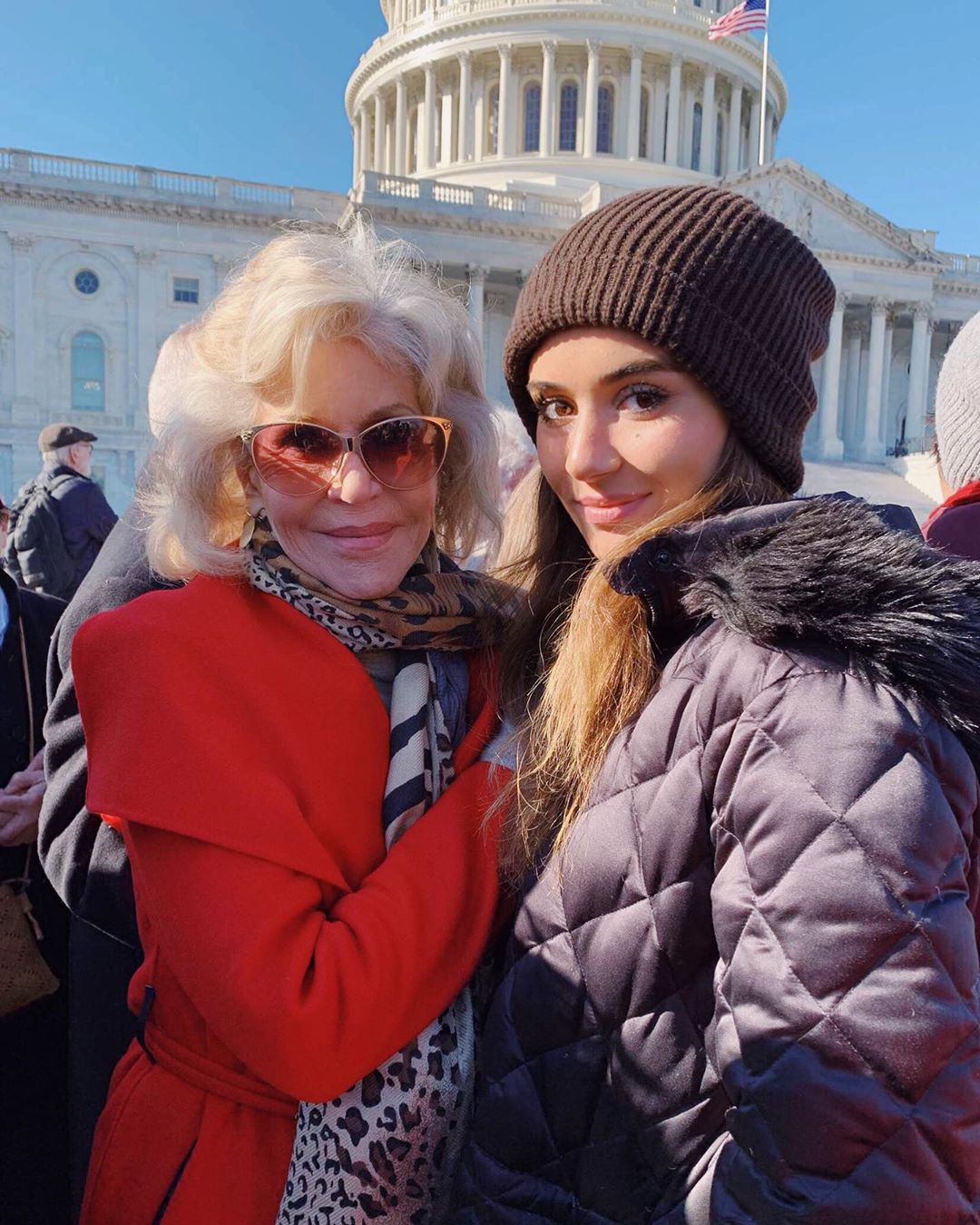
Jane Fonda e Sophia Kianni all'evento Fire Drill Fridays DC tenutosi di fronte al Campidoglio

A novembre 2019, si unisce ad un gruppo di manifestanti, coordinati da Extinction Rebellion, che intendeva organizzare uno sciopero della fame di una settimana e un sit-in presso l'ufficio dello Speaker della Camera dei rappresentanti degli Stati Uniti Nancy Pelosi a Washington, chiedendole di parlare con loro per un'ora davanti alla telecamera riguardo al cambiamento climatico. A livello locale c'erano circa una dozzina di partecipanti e Sophia a 17 anni era la più giovane e una delle due donne presenti. Sophia non era un membro di XR e ha partecipato solo al primo giorno del sit-in, ma ha tenuto un discorso preparato e interviste alla stampa e ha continuato lo sciopero della fame a distanza. Ha scritto della sua partecipazione alla protesta per Teen Vogue, e nel 2020 ha agito come portavoce di Extinction Rebellion.
Nel 2020 a causa delle misure di distanziamento sociale per la pandemia di COVID-19 il suo programma di attivismo è stato ridotto così come i suoi impegni programmati come relatrice in vari college tra cui l'Università di Stanford, l'Università di Princeton e l'Università Duke sono stati rimandati. In altre università, come la Michigan Technological University ha invece potuto tenere dei discorsi, in remoto.
In questo periodo ha deciso di accelerare lo sviluppo di un sito we, Climate Cardinals, con lo scopo di tradurre le informazioni e le news sui cambiamenti climatici in diverse lingue.
A luglio 2020, è stata nominato dal Segretario generale delle Nazioni Unite António Guterres nel suo nuovo gruppo consultivo giovanile sui cambiamenti climatici, un gruppo di sette giovani leader climatici per consigliarlo sulle azioni da intraprendere per la crisi climatica. Sophia era il più giovane del gruppo, che variava dai 18 ai 28 anni, ed era l'unica a rappresentare gli Stati Uniti, il Medio Oriente e l'Iran.
A settembre 2021, è stata uno dei 4 co-presidenti dell'evento Youth4Climate a Milano, preliminare alla Conferenza delle Nazioni Unite sui cambiamenti climatici del 2021 o COP26. Climate Cardinals ha tradotto il manifesto Youth4Climate nelle 6 lingue ufficiali delle Nazioni Unite. Alla stessa COP26, nel novembre 2021 a Glasgow, Sophia è intervenuta in diversi panel e ha incontrato António Guterres, segretario generale delle Nazioni Unite. Nell'ottobre 2022, è stata coperta da Vogue Arabia per aver rappresentato l'ONU e aver parlato alla COP27 a Sharm el-Sheikh, in Egitto. Nel 2023 entra a far parte del consiglio di amministrazione del Museo per le Nazioni Unite - UN Live.

## Giornalismo

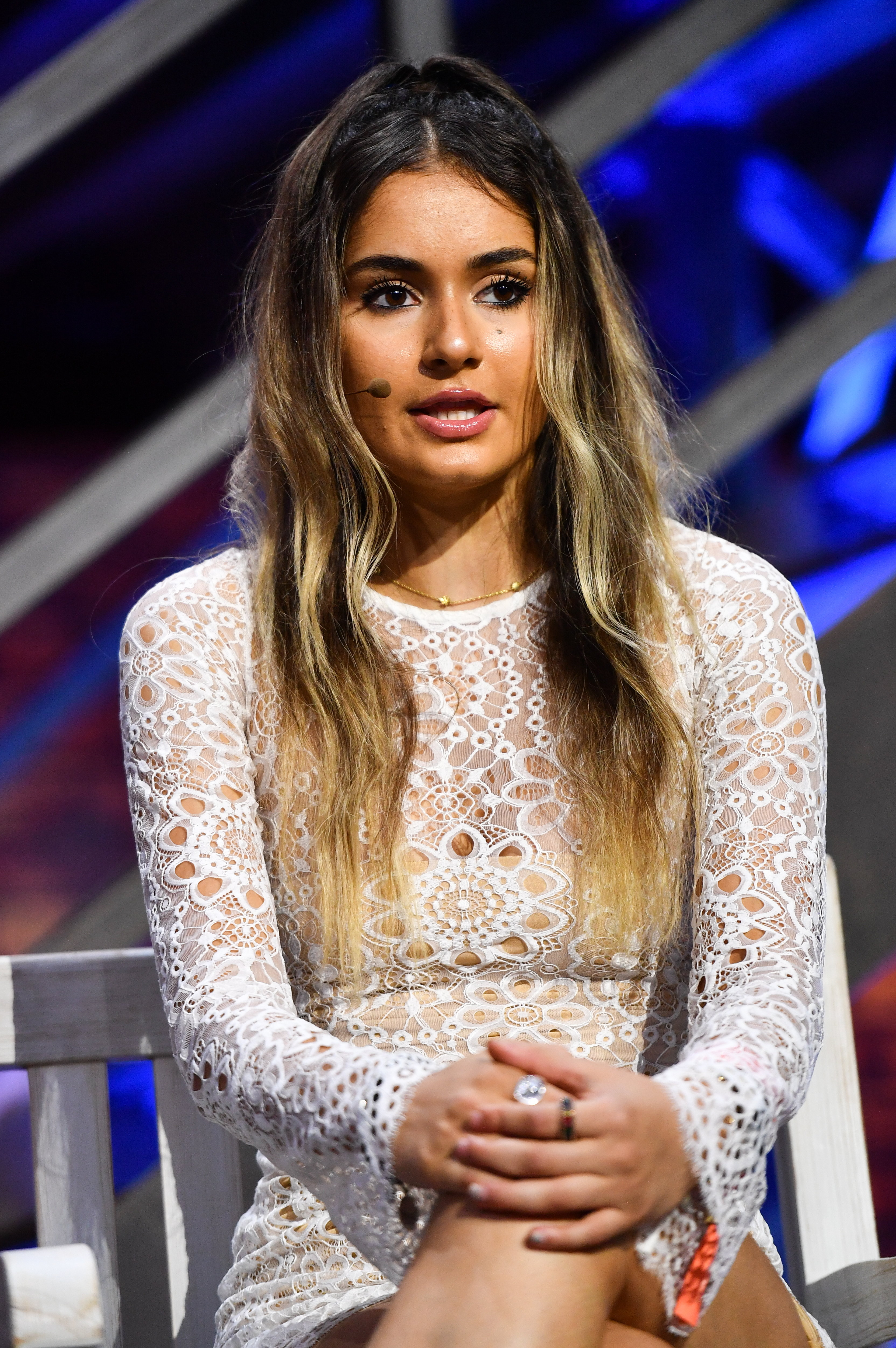
Sophia Kianni a giugno 2022 a Toronto, Canada

Ha scritto un articolo del 2019 per Teen Vogue riguardo allo sciopero della fame nell'ufficio di Nancy Pelosi a Washington. Nel 2020, ha scritto due articoli sugli effetti del coronavirus, per l'edizione mediorientale della rivista Cosmopolitan riguardo la celebrazione di Nawrūz da parte della sua famiglia allargata, e un altro per il sito Refinery29 a proposito del suo programma quotidiano come attivista per il clima, che è stato ampiamente diffuso. Ha scritto un articolo per MTV News per il 50º anniversario della Giornata della Terra, che ha contribuito a coordinare, e un altro nel 2022 per The Washington Post su come vive in modo sostenibile al college.
Dal 2021, ha iniziato a ospitare un podcast per The New Fashion Initiative, intervistando esperti coinvolti nel settore della moda sull'affrontare il cambiamento climatico. Nel 2023 ha collaborato con Greta Thunberg e Vanessa Nakate per scrivere un editoriale della CNN definendo un tradimento l'appoggio del presidente degli Stati Uniti Joe Biden al Willow project 
di trivellazione petrolifera in Alaska.

## Riconoscimenti
A novembre 2023 Sophia è stata inserita nell'elenco è stata inserita nell'elenco 100 Women della BBC.